# Thanh Sơn, Bao Đầu
Thanh Sơn (青山区) là một khu (quận) của thành phố Bao Đầu, khu tự trị Nội Mông Cổ, Trung Quốc.

### Nhai đạo
| - Tiên Phong Đạo (先锋道街道) - Hạnh Phúc Lộ (幸福路街道) - Vạn Thanh Lộ (万青路街道) - Phú Cường Lộ (富强路街道) | - Khoa Học Lộ (科学路街道) - Thanh Sơn Lộ (青山路街道) - Tự Do Lộ (自由路街道) - Ô Tố Đồ (乌素图街道) |

### Trấn
- Thanh phúc (青福镇)
- Mặc Thủy Tuyền (万水泉镇)